# Osmaniye (stad)
Osmaniye is een kleine stad in de regio Çukurova in Turkije en is tevens de hoofdstad van de gelijknamige provincie Osmaniye. De stad heeft 244.195 (2013) inwoners.
De keuken van Osmaniye is typisch voor de regio; kebab, şalgam (een drank die is gemaakt van zure rapen) en baklava. De lokale specialiteit bestaat uit een soort brood dat simit genoemd wordt. In de zomer is het erg heet in Osmaniye en de meeste inwoners proberen op andere plaatsen verkoeling te vinden, zoals in de buurt van de Middellandse kust of in de Nur mountains. Het dorpje Zorkun is een populair toevluchtsoord in de zomermaanden.
Osmaniye beschikt over een militaire basis.
Recente ontwikkelingen in deze stad zijn met name te zien in de bouw en infrastructuur. Ten aanzien van de bouw zijn er opmerkelijk veel nieuwe wijken gerealiseerd, maar ook een shoppingmall. Bekendste boulevards zijn de Istasyon Caddesi en Devlet Bahceli bulvari met diverse cafés en restaurants. Een beroemde bezienswaardigheid is Karaçay (Nederlands: zwarte kreek) ofwel een rivier waar men tot ontspanning kan komen. Veel voorkomende activiteiten zijn: picknicken en barbecueën.